# 883
El 883 (DCCCLXXXIII) fou un any comú començat en dimarts del calendari julià.

## Esdeveniments
- Els vikings arriben a Amiens, França.
- Monte Cassino és saquejada i incendiada pels sarraïns.

## Defuncions
- 3 d'abril, Constantinoble: Josep l'Himnògraf. Eclesiàstic romà d'Orient
- 11 d'agost, al-Mukhtara: Alí ibn Muhàmmad az-Zanjí. Cap de la revolta dels zanj